# Dominique Dupuis (écrivain)
Pour les articles homonymes, voir Dupuis (homonymie).
Dominique Dupuis (né le 14 juillet 1953 à Paris) est un écrivain français.

## Biographie
Il est diplômé de l’école supérieure de commerce d’Amiens en 1975.
Dès 1974, il participe autour de Félix Guattari à l’aventure de la clinique de Laborde, établissement psychiatrique ou soignants et patients gèrent ensemble les problèmes matériels et décisionnels, au fondement en France de la psychothérapie institutionnelle.
En 1977  il devient administrateur de la troupe de théâtre aixoise Les Mirabelles et manager du groupe punk les Stinky Toys, le groupe d’Elli Medeiros et Jacno : ses premiers pas dans le monde de la musique alors qu’il a, étudiant, organisé des concerts de Tempest et Sweet Smoke.
Au début de l’année 1979, il rejoint Étienne Robial et Florence Cestac chez Futuropolis dont il partage l’aventure pendant 8 ans.
À l’automne 1986, il prend en charge la direction commerciale des Éditions Milan.
Le premier janvier 2000, il crée avec son épouse Ghislaine la filiale française des Éditions les 400 Coups. Cela leur permettra de publier Ubu roi de Daniel Casanave et Play Boy et Je ne t’ai jamais aimé, deux albums de Chester Brown.
En 1984, il publie son premier ouvrage Quai des Bulles aux éditions de la Vie du Rail en collaboration avec Jack Chaboud. Dans le champ de la bande dessinée, il est chroniqueur pour Page des libraires en 2002 et 2003. Et écrit Au début était le jaune, une histoire subjective de la bande dessinée aux éditions PLG en 2005.
Sa rencontre avec Fabrice Cayla l’amène à écrire trois ouvrages dans la collection Histoire à jouer entre 1987 et 1989. Toujours attaché aux arts populaires et au monde du jouet, il réalise la grande aventure du train jouet (2009) et  24 heures du Mans toute l’histoire à travers les voitures miniatures (2010) aux éditions Stéphane Bachés.
En 2008, il crée la collection vinyl aux éditions Ereme. Toujours une vision subjective d’un genre musical illustré exclusivement par les pochettes de vinyls. Dès lors, il se consacre à l’écriture sur la musique. Se succèderont Rock vinyls, Progressive rock vinyls, New Wave vinyls, Hard Rock vinyls et Punk vinyls.
En 2016, créant la collection Cover aux éditions du Layeur, il écrit Zappa Cover, King Crimson Cover
Depuis 2015, il assure la direction éditoriale des éditions du Layeur dont le cœur de catalogue est consacré aux musiques populaires que sont le rock, le jazz, le blues…